# Aktiengesellschaft für Uhrenfabrikation Lenzkirch

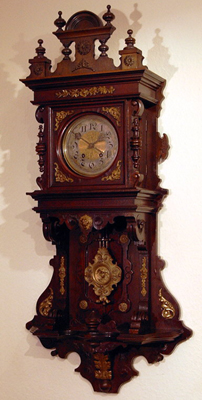
Lenzkirch Freischwinger

Die Aktiengesellschaft für Uhrenfabrikation Lenzkirch, kurz A.G.U.L. war eines der führenden Unternehmen der Schwarzwälder Uhrenproduktion. Im Jahre 1851 gegründet, produzierte und verkaufte das Unternehmen in rund 80 Jahren ihres Bestehens weit über 2 Millionen Großuhren. Im Jahre 1924 in Uhrenfabrik Lenzkirch A.G. umbenannt, wurde sie 1927 nach wirtschaftlichen Schwierigkeiten von der Firma Junghans übernommen und im August 1929 aufgelöst.
Der Name A.G.U.L. ist in Sammlerkreisen weniger gebräuchlich, meist ist nur von Lenzkirch oder der Lenzkircher Uhrenfabrik die Rede.

## Geschichte
Im Jahr 1840 begann Eduard Hauser (* 21. August 1825; † 1900) in Lenzkirch eine Ausbildung zum Spieluhrmacher in der Werkstatt von Orgelbaumeister Ignaz Schöpperle (* 1810; † 1882). Schon kurz nach seiner Ausbildung wandte sich Hauser der Anfertigung von Uhren zu und reiste in die damaligen Uhrmacherzentren in England, Frankreich und der Schweiz. Zu jener Zeit litten die Schwarzwälder Uhren unter geringer Qualität und fehlender Präzision. Sie wurden wenig rationell, meist in Heimarbeit und mit minderwertigen Materialien angefertigt. Hauser brachte von seinen Reisen Kenntnisse über rationelle Serienfertigung und den Einsatz von Präzisionsmaschinen mit.
Zusammen mit Schöpperle eröffnete er einen Uhrmacherbetrieb in dessen Orgelfabrik und beschäftigte 14 Angestellte mit der Herstellung von präzisen Uhrenteilen, die an andere Uhrmacher verkauft werden sollten. Technisch unterstützt wurden Hauser und Schöpperle dabei von Robert Gerwig, dem ersten Direktor der neu gegründeten Uhrmacherschule Furtwangen. Die Kosten für die neu angeschafften Maschinen, Inventar, Lohn und Rohmaterial bremsten anfangs die Entwicklung des Unternehmens. Hinzu kamen Schwierigkeiten beim Absatz und Vertrieb, da die Uhrmacher weit verteilt im Schwarzwald arbeiteten und schwer zu erreichen waren.
Um das Kapital zu erhöhen und unternehmerisches Wissen in das Unternehmen zu bringen, wurde am 31. August 1851 in Lenzkirch eine Aktiengesellschaft zusammen mit den Unternehmern Franz Josef Faller (1820–1887), Nikolaus Rogg, Josef Wiest, Paul Tritscheller (1822–1892) und seinem Bruder Johann Nikolaus Tritscheller (1825–1867) gegründet. Im Jahr 1856 trat mit Albert Tritscheller (1833–1889) der dritte Bruder aus der Unternehmerfamilie der Firma bei. Er verbrachte viele Jahre im Ausland, um die neuesten technischen Entwicklungen zu beobachten. 1893 wurde Oskar Spiegelhalder in den Vorstand der Lenzkircher Uhrenfabrik berufen und war von 1908 bis 1909 ihr Direktor.
Das Unternehmen stellte jetzt auch eigene Uhrwerke und Uhren her und importierte Rohteile aus Frankreich, die in Lenzkirch weiterverarbeitet wurden. Hauser entwickelte als technischer Leiter des Unternehmens in den 1850er und 1860er Jahren eine Vielzahl von Präzisionsmaschinen zur Herstellung von kleinsten Uhrenteilen. Viele dieser Maschinen wurden patentiert und blieben bis in die späten 1920er Jahre in Betrieb. Das Firmengelände war mit einer eigenen Schreinerei, einem Messingwalzwerk, einer Werkzeugmacherei und einem Betrieb zum Vergolden und Versilbern ausgestattet. Aufgrund der technischen Entwicklung und der hohen Qualität der hergestellten Uhren gewann das Unternehmen schnell an Bedeutung und konnte sich ständig vergrößern. 1899 schied Eduard Hauser nach 47 Arbeitsjahren aus dem Unternehmen aus.
Vor allem die Produktion von großen Pendeluhren im Wiener Stil begründete den weltweit hervorragenden Ruf der A.G.U.L. Auf der Industrieausstellung in Villingen im Jahre 1860 und ein Jahr später in Karlsruhe, erhielten diese Uhren jeweils eine Goldmedaille.
Nach dem Ersten Weltkrieg, in dem die Uhrenproduktion zum Erliegen kam und ausschließlich kriegswichtige Waren hergestellt wurden, kam es aufgrund sehr hoher Nachfrage zu einem sprunghaften Aufleben des Unternehmens. Diese Entwicklung kam aber wieder zum Erliegen. Missmanagement, Konkurrenz, die Weltwirtschaftskrise und die Weigerung, die Qualität zu Gunsten billigerer, aber absatzstärkerer Massenware zurückzunehmen, führten das Unternehmen schließlich in wirtschaftliche Schwierigkeiten. Im August 1929 wurde die Gesellschaft aufgelöst und von einem Konkurrenten, der Junghans AG, übernommen.

## Uhren

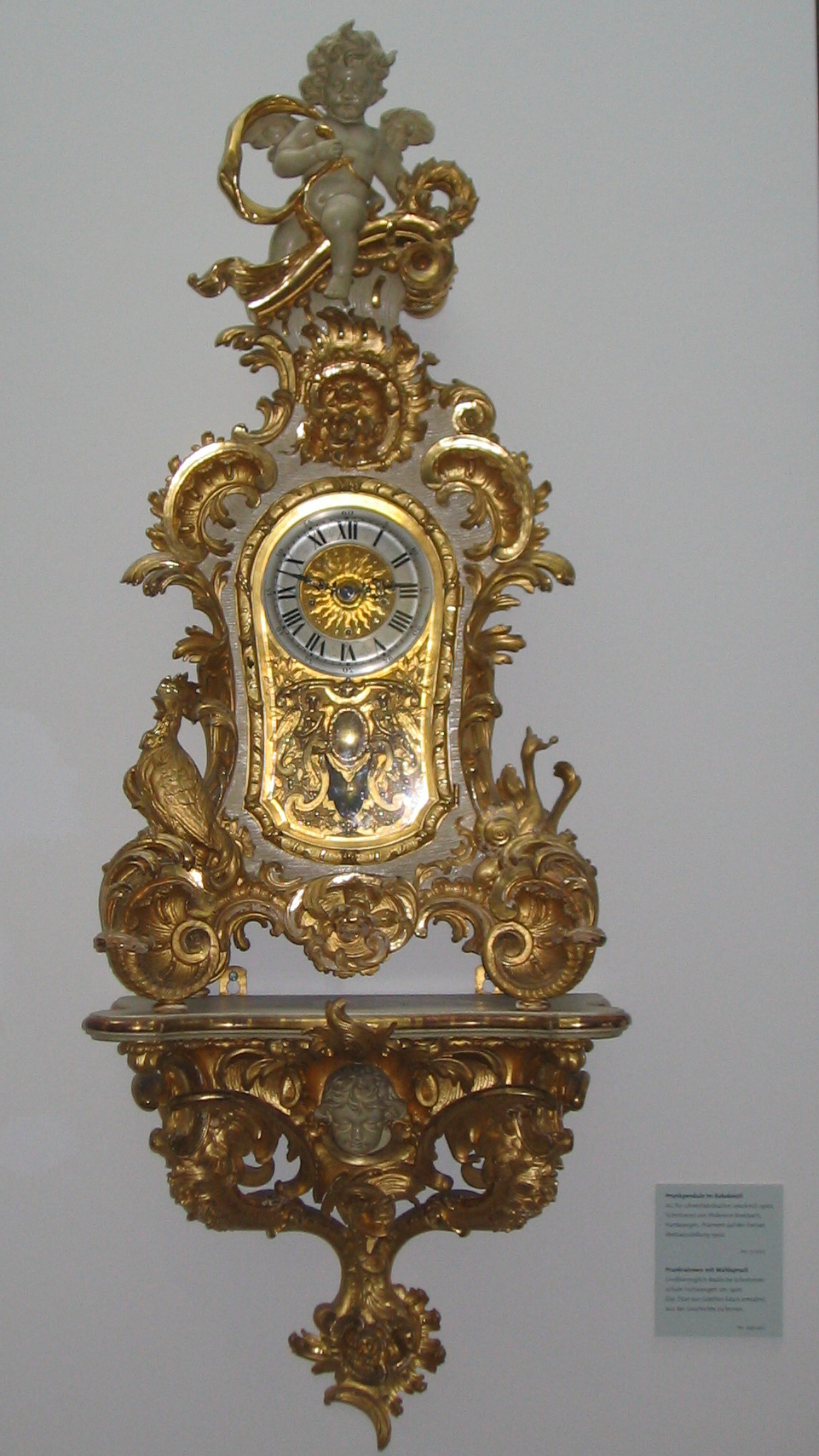
Prunk-Pendeluhr im Rokokostil mit Schnitzereien von Philemon Rombach aus Furtwangen, die auf der Pariser Weltausstellung 1900 ausgezeichnet wurde

Die vom Unternehmen Lenzkirch hergestellten Uhren und Uhrwerke genießen noch heute einen ausgezeichneten Ruf.
Hatte man in den Anfangsjahren noch ausländische Rohwerke zukaufen müssen, wurden nun alle Uhrenbestandteile im eigenen Unternehmen hergestellt. Das galt sowohl für die Uhrwerke, als auch für die Uhrenkästen und Verzierungen. Die Palette der angebotenen Artikel reichte von Weckern über Pendulen, Normaluhren, Bodenstanduhren, Stockuhren, Schiffsuhren und Regulatoren bis hin zu Sekundenpendeluhren.
Für ihre Produkte konnte das Unternehmen bei internationalen Ausstellungen 15 Auszeichnungen gewinnen, u. a.
- 1854 München
- 1860 Villingen
- 1861 Karlsruhe
- 1862 London
- Weltausstellung Paris 1867
- Weltausstellung Paris 1900
- 1875 Chile
- 1877 Philadelphia
- 1888 Exposición Universal de Barcelona

## Markenzeichen und Seriennummern

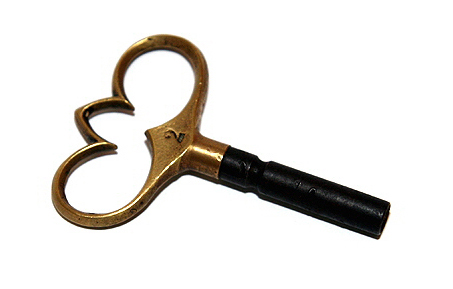
Typischer Aufzugschlüssel für Uhren der Marke „Lenzkirch“.

Das Markenzeichen der Aktiengesellschaft für Uhrenfabrikation Lenzkirch hat sich mehrfach verändert.
Sehr frühe Uhren (ab 1851) wurden nicht markiert. Das erste Markenzeichen erscheint ab etwa 1871 in Form einer verschlungenen Gravur der Buchstaben ALG (Aktien Lenzkirch Gesellschaft), später auch GFU (Gesellschaft für Uhrenproduktion), auf der Rückseite der Werksplatine. Bereits 1875 sah sich das Unternehmen gezwungen, in Zeitungsanzeigen auf die Markierung aller Werke mit einem neuen Markenzeichen hinzuweisen. Die Werke wurde wegen des allgemein höheren Preises gerne kopiert. Das neue Markenzeichen, der Schriftzug „Lenzkirch“ mit einem Tannenzweig und der Abkürzung „A.G.U“ (ab 1875) oder „A.G.U.L.“, ist das Bekannteste.
Alle Uhrwerke weisen eine Seriennummer auf. Werksnummern über 1.000.000 bzw. 2.000.000 sind aus einer sechsstelligen Seriennummer mit dem Zusatz „1Million“ bzw. „2Million“ zusammengesetzt. Eine Datierung einzelner Uhren anhand der Seriennummern ist schwierig, da in der Literatur unterschiedliche Angaben zu den Herstellungszeiträumen existieren. In den Jahren nach dem Ersten Weltkrieg wurden zum Teil niedrige Werknummern erneut vergeben. Diese Uhrwerke erkennt man an Seriennummern unter 200.000 und gleichzeitiger Prägung des Markenzeichens.
Gelegentlich wurde der Werkstyp in Form einer Zahl auf die Werksplatine gestanzt.